# 真岡井頭温泉
真岡井頭温泉（もおかいがしらおんせん）は、栃木県真岡市下籠谷にある温泉。愛称は、“いちご”の湯。温浴施設の「真岡市健康増進施設真岡井頭温泉」と、宿泊施設の「真岡市勤労者研修交流施設井頭温泉チャットパレス」がある。井頭公園に隣接する。
市民の健康の保持・増進を目的として、1996年（平成8年）に開湯した。真岡市民だけでなく、広く首都圏から入湯客を集め、栃木県内では上位の集客力を有する。

## 温泉
地下1500 mから湧出する。地層に閉じ込められた太古の海水が地熱によって温められた化石水型温泉と見られ、火山性温泉ではない。温泉水は無色透明で塩分を多く含み、入浴すると体が温まりやすく冷めにくい。効能は、神経痛・筋肉痛・皮膚病・火傷・切り傷・疲労回復などである。2015年（平成27年）からくみ上げを開始した第2源泉は、泉温55.6℃で、湧出量は第1源泉の1.6倍に当たる毎分355 Lである。
源泉の掘削は1994年（平成6年）12月に完了し、1996年（平成8年）5月に温浴施設の営業を開始した。塩分濃度が高いため、2006年（平成18年）にはケーシング管（鉄管）が破損し、泉温低下と温泉水の濁りが発生した。これは復旧したが、2011年（平成23年）の東日本大震災でケーシング管に鉄分と砂泥が入り込み、再び湯の濁りが生じた。このため、2013年（平成25年）12月18日の市長記者会見で第2源泉の掘削が発表され、2014年（平成26年）に掘削を完了、2015年（平成27年）4月8日に「揚湯式」を行って、第2源泉からのくみ上げを開始した。

## 温浴施設
施設の正式名称は、「真岡市健康増進施設真岡井頭温泉」。指定管理者制度を導入しており、もおか鬼怒公園開発株式会社（真岡市の第三セクター）が運営する。温浴施設の浴槽は7種類で、内湯の大浴場、露天風呂のほか、圧注浴や薬湯などもある。露天風呂は日本庭園の中にあり、大きな岩に囲まれ、屋根が付いている。薬湯は、高麗人参風呂と薬石風呂（ラジウム湿浴、トルマリンと天寿石を使用）を週替わりで用意する
北関東最大級の公営日帰り入浴施設である。真岡市民・栃木県民だけでなく、埼玉県や茨城県など首都圏から入湯客を集める。来館者の大部分を60歳以上の高齢者が占め、70歳以上の市民は、温泉招待券（シニア温泉カード）の交付を受け、月1回無料で利用することができる。「健康と美」を掲げ、癒しと体力づくりを同時に実現できるよう、浴槽やバーデプールのほか、レストラン、大広間、リフレッシュコーナー、仮眠室、トレーニング室などを備える。大広間は和室で、中広間にはソファやハンモックを設置している。トレーニング室では、ヨガやグループパワーなどのエクササイズプログラムの提供を行う。

### 歴史
市民の健康の保持・増進を目的として、1996年（平成8年）5月11日に開設された。サッポロビールはイメージアップ協賛商品として「サッポロ 生 黒ラベル 真岡井頭温泉」を発売した。開業当初は年間50万人が来館した が、徐々に集客力が低下し、2004年（平成16年）には年間40万人を割り込んだ。2013年（平成25年）9月28日に来館者数が700万人を突破した。
2017年（平成29年）10月1日より、「“いちご”の湯」の愛称の使用を開始した。真岡市が日本のイチゴ生産量日本一であることにちなんだ名称で、真岡市民会館を「市民“いちご”ホール」と名付けるなど、市内の公共施設で一斉に愛称が付与された。愛称付与当日は、雷様剣士ダイジの撮影・握手会やとちおとめ25のライブなどが行われ、温泉水にイチゴの香りを付けた「いちご湯」が用意された。しかし、「“いちご”の湯」の愛称付与は、来館者数の回復に大きな効果をもたらさなかった。2019年（令和元年）、開館以来館内で販売していた饅頭の納入業者がすべて廃業したため、自社製の饅頭作りに着手し、同年7月から試験販売、8月に本格販売を開始した。
新型コロナウイルス感染症の影響で2020年（令和2年）度の来館者数は15万人と、前年度のほぼ半分になった。2021年（令和3年）5月30日、減少した客足を取り戻そうと、女子浴場の薬湯に約700輪のバラを浮かべる「バラ風呂」を、井頭公園のローズフェスタに合わせて開催した。
2025年3月27日に、大規模な改装工事を終えて名称を「真岡いがしら温泉おふろcafeいちごの湯」と改めてリニューアルオープンする。

### バーデプール
バーデプールは、ドイツの温浴システムを取り入れた健康増進プールであり、真岡井頭温泉の特徴的な施設である。水着を着用して利用する。気泡浴・歩行浴など16種類の機能浴プールがあり、マッサージ浴ができる。水温を不感温度帯（冷たくも温かくもない）の34℃に設定することで、リラクゼーション効果を狙っている。

## 宿泊施設

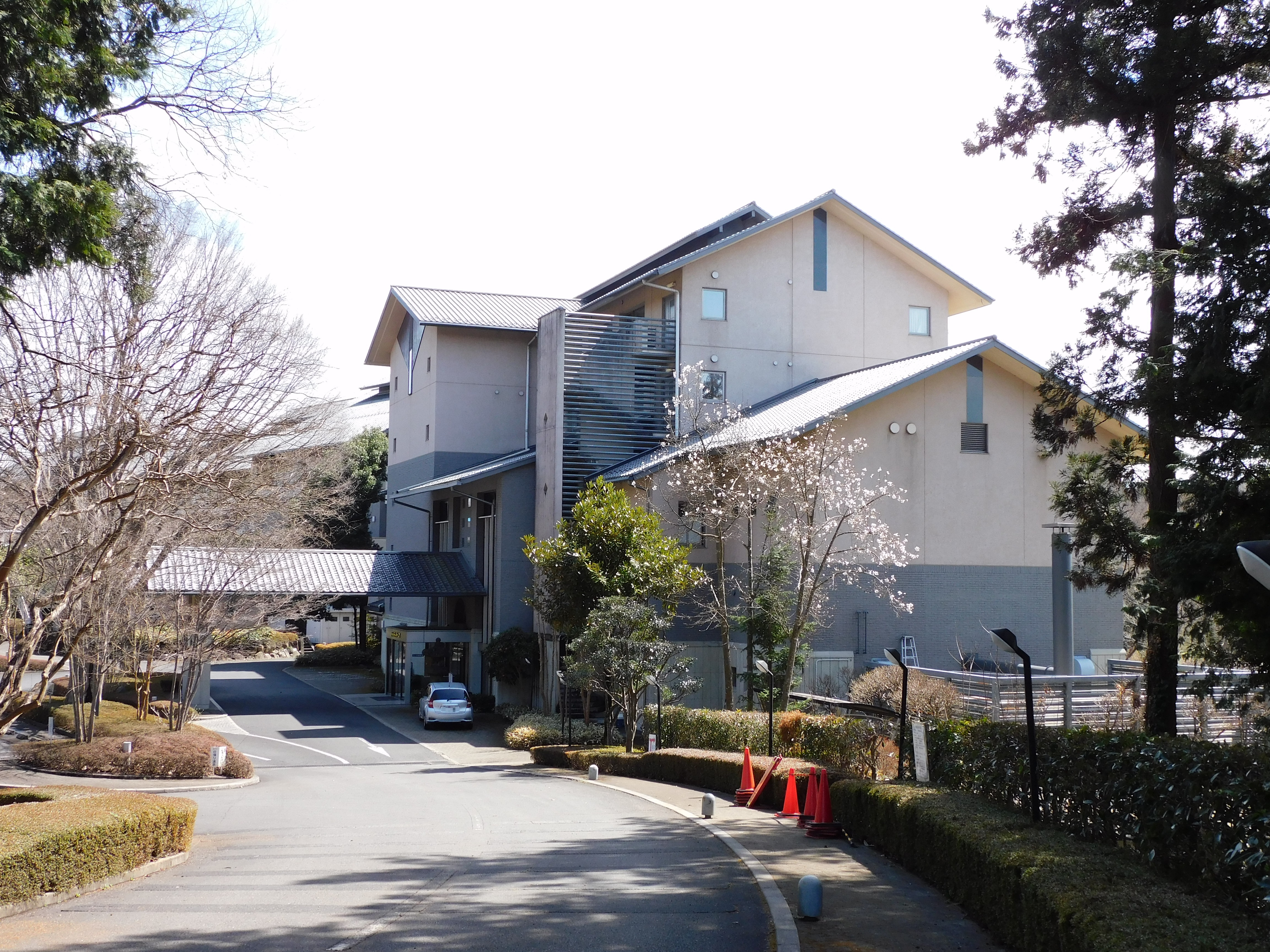
チャットパレス

温浴施設に隣接して、宿泊施設の井頭温泉チャットパレスがある。正式名称は「真岡市勤労者研修交流施設井頭温泉チャットパレス」で、愛称は、“いちご”チャットパレス。「チャットパレス」は、（労働者や市民の）語らいの館という意味である。温浴施設と同じく、もおか鬼怒公園開発株式会社が指定管理者として運営する。
本館は鉄筋コンクリート構造切妻屋根瓦葺きの4階建てで延床面積は2,463 m2、客室は全18室で、大会議室を備える。宿泊者は、ホテル内の大浴場に加え、温浴施設（温泉）を無料で利用できる。
宿泊施設は1986年（昭和61年）から真岡市内の労働組合や工業団地の立地企業から建設要望があり、総事業費12.4億円をかけて建設し、2000年（平成12年）7月2日に開業し、2001年（平成13年）3月4日に宿泊者数が1万人を突破した。新型コロナウイルス感染症の影響により、稼働率は流行以前から8割減少した。

### ワーケーション・リモートワーク
2021年（令和3年）3月18日より、ワーケーション やリモートワーク の需要を取り込むため、4階にある 8室に光回線を引き込み、館内でのWi-Fi利用環境を整え、日帰りプラン と素泊まりプランを設定した。滞在中は、温浴施設やフィットネスジムを自由に利用できる。

### グランピング・ソロキャンプ
2021年（令和3年）に南側庭園の一角にグランピング用テント2張（1張=28 m2） と、ソロキャンプ場を5区画（1区画=9 m2）設置した。グランピングエリアは庭園の西端に、ソロキャンプ場は東端に配置することで、利用者の競合を避けている。チャットパレス本館の宿泊者と同様、グランピング・ソロキャンプ客も、本館大浴場と温浴施設（温泉）を利用することができる。
グランピングテントは、2020年（令和2年）11月10日、日本政府の「誘客多角化等のための魅力的な滞在コンテンツ造成実証事業」の採択内示を受け、整備を決定した。施設は温泉道場が監修し、2021年（令和3年）2月22日までは国の実証実験として、同年5月までは市の単独事業として運営した。テントにはエアコンや冷蔵庫、オーブンなどを備え、北欧風のベージュを基調とした内装となっている。食事はウッドデッキで、肉類や地元産野菜などのバーベキューが供される。宿泊だけでなく、「デイタイムグランピング体験」として昼間のバーベキュー利用を不定期で募集している。
ソロキャンプ場は、2021年（令和3年）6月19日に開場した。ソロ（1人）利用を前提としているため、複数人での利用や団体利用は受け付けていない。

## 周辺
真岡井頭温泉の周辺には、井頭公園、農産物販売交流施設いがしら「あぐ里っ娘」、井頭観光いちご園と観光施設が集中している。それぞれ運営主体が異なるため、従前は特に連携した活動は行われていなかったが、2020年（令和2年）度に井頭周辺エリア活性化協議会を設立し、「いがしらリゾート」として一体的に魅力を発信する取組が始まった。
最寄り駅である真岡鐵道真岡線真岡駅から自動車で20分の位置にあり、無料送迎バスが運行されている。北関東自動車道真岡ICからは自動車で5分である。駐車場は80台。